# Ernst Popp
Ernst Bruno Johannes Popp (auch Arnost Popp, * 8. März 1819 in Coburg; † 14. September 1883 in Prag) war ein deutscher Bildhauer.

## Leben

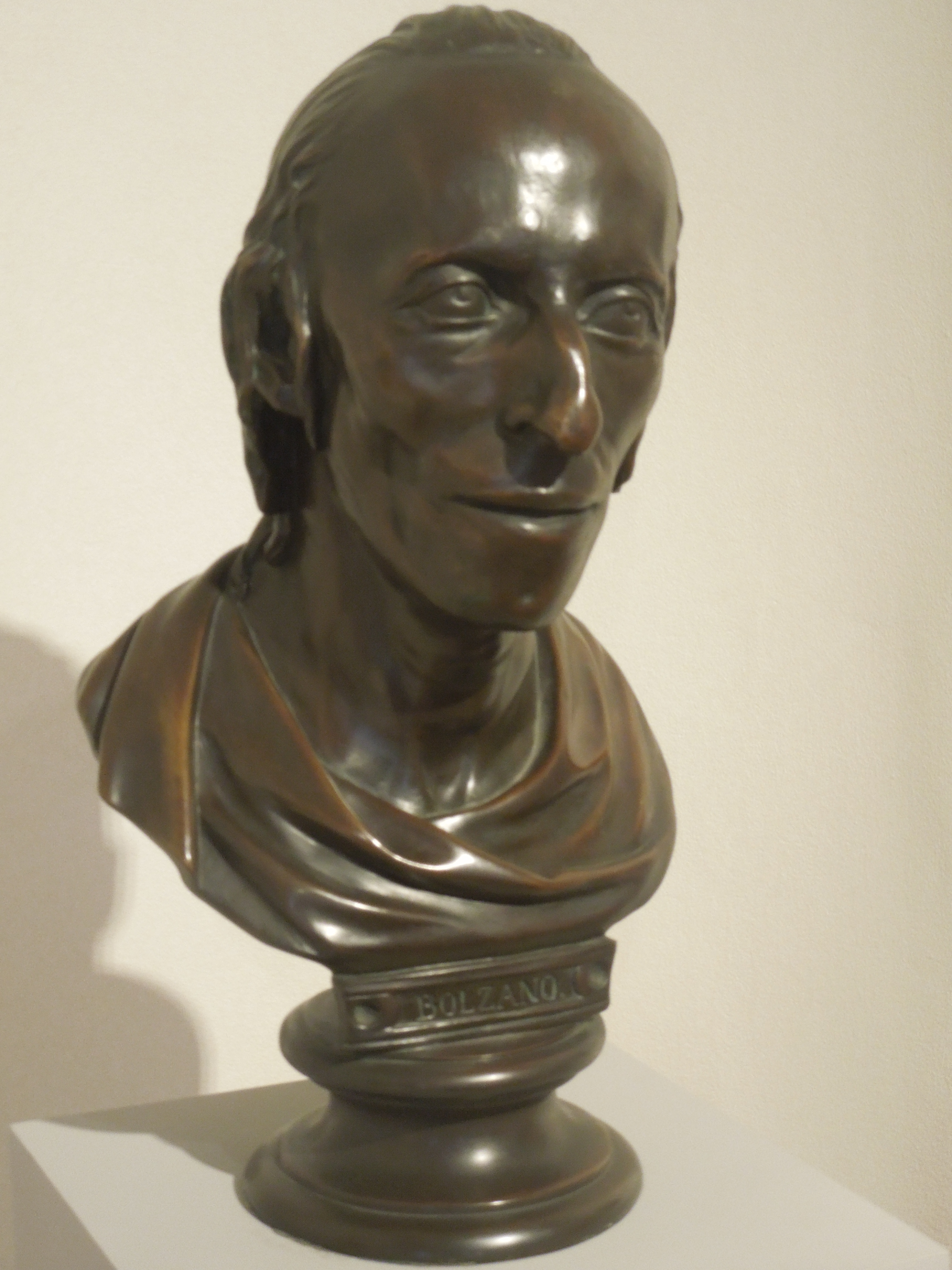
Ernst Popp Bernard Bolzano

Popp, bisweilen auch Arnost genannt, studierte an der Münchener Akademie der bildenden Künste die Bildhauerei bei dem berühmten Bildhauer und Hauptmeister der klassizistischen Plastik in Süddeutschland Ludwig Schwanthaler, dem er auch bei der Ausschmückung der Hauptfassade des Bayerischen Nationalmuseums half. Ab dem Jahre 1845 war Popp in Prag tätig, wo er ab 1854 auch verschiedenen Lehrtätigkeiten nachging. Seit dem 19. Juli 1864 unterrichtete er als offizieller Modellierlehrer das Fach „Modellieren in Ton“ er am Prager Polytechnikum. Sein Nachfolger in diesem Fach wurde der Zeichenlehrer Emil Lauffer.
Popp schuf vor allem Kleinplastiken und dekorative Arbeiten in akademisch-klassizistischer Manier, hatte aber auch Talent für das realistische Porträt durch die Interpretation des Charakters des Dargestellten, wobei er reiche und empfindsame Formengestaltung zeigte, welche an das französische Spätrokoko erinnert.
Sein Sohn Antonin Popp (1850–1915), war ebenfalls Bildhauer und unterrichtete wie sein Vater am Prager Polytechnikum.

## Werke (Auszug)
- 1850: Kaiser Franz Josef, Figur aus altböhmischem Biskuitporzellan[5]
- Bildnisbüste Feldmarschall Radetzky, 1858, Biskuitporzellan, 8 × 6,5 × 13 cm, Heeresgeschichtliches Museum, Wien